# Manantali-See
Der Manantali-See (franz.: Lac Manantali) ist ein Stausee in der Region Kayes, im südwestlichen Mali.

## Beschreibung
Der 477 km² große See im Dreiländereck Mauretanien, Mali und Senegal wird durch den Bafing gespeist, der auch durch ihn abfließt. Er entstand 1989 durch die ab 1982 gebaute, im Wesentlichen von Deutschland, Frankreich, den USA und Saudi-Arabien finanzierte Manantali-Talsperre.
Bafoulabé ist die nächstgelegene Stadt.